# William Dalrymple Maclagan

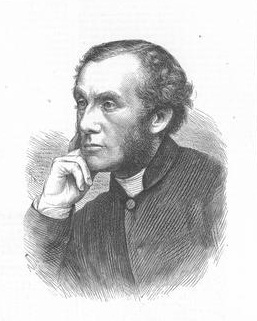
William Dalrymple Maclagan

William Dalrymple Maclagan (* 18. Juni 1826 in Edinburgh; † 19. September 1910 in London) war Erzbischof von York von 1891 bis 1908. Als Erzbischof von York krönte er 1902 Königin Alexandra.

## Leben
Maclagan wurde als fünfter Sohn des angesehenen schottischen Arztes David Maclagan (1785–1865) in Edinburgh geboren. Er studierte an der Royal High School und diente danach fünf Jahre in der indischen Armee, aus der er dann im Rang eines Leutnants aus gesundheitlichen Gründen austrat. 1852 meldete er sich am Peterhouse in Cambridge an, wo er vier Jahre später einen Abschluss in Mathematik machte. Er wurde zeitgleich zum Diakon ordiniert und wirkte dann in der Church of England. Im Jahr 1869 wurde er Rektor in Newington, und 1875 wurde er Vikar von St. Mary’s Abbots, Kensington. Während dieser Zeit komponierte er mehrere Hymnen.
Am 24. Juni 1878 wurde er Bischof von Lichfield. 1891 wechselte er den Bischofssitz und wurde für 17 Jahre Erzbischof von York. Er war Mitglied des Privy Councils nach der Zustimmung von König Edward VII. am 24. Januar 1901. Nach einem privaten Besuch in Russland im Jahr 1897 versuchte er im gleichen Jahr, zwei neue Suffraganbistümer zu gründen, eins davon in Sheffield. Um dies zu erreichen, war der Erzbischof bereit, zweitausend Pfund seines Einkommens einzusetzen – tausend Pfund für jede neue Diözese, aber das Projekt stagnierte. Maclagan beklagte im Jahr 1891, er wäre mehr Bischof als Erzbischof aufgrund der großen Bevölkerung und des weiten Territoriums der Erzdiözese. Im Jahre 1906 warf er die Idee erneut auf und nannte speziell Sheffield und Hull als bevorzugte Bischofssitze für die neuen Diözesen. Bis zum Ende seiner Amtszeit gab es aber immer noch nur neun Bistümer in der Erzdiözese. Sheffield sollte nicht vor 1914 einen eigenen Bischof erhalten.
Maclagan war offenbar stark hochkirchlich orientiert, aber seine privaten Überzeugungen mussten oft hintanstehen. Im Jahre 1899 traf er gemeinsam mit seinen kirchlichen Vorgesetzten Dr. Frederick Temple, Erzbischof von Canterbury († 1902), eine Entscheidung gegen den Einsatz von Weihrauch und andere liturgische Praktiken; er war pflichtbewusst und loyal bei der Durchsetzung der Ansichten des Primas.
Maclagan trat von seinem Amt im Jahr 1908 zurück, möglicherweise aus gesundheitlichen Gründen.
Erzbischof Maclagan starb in London am 19. September 1910 und hinterließ seine zweite Ehefrau Augusta (1836–1915).

## Familie
Maclagan war zweimal verheiratet. Seine erste Frau Sarah Kate Clapham (1836–1864) heiratete er 1860. Mit ihr hatte er die zwei Söhne Cyril und Walter (1862–1929). Seine zweite Frau Augusta Anne Barrington Anne (1836–1915), Enkelin des 6. Viscount Barrington, heiratete er am 12. November 1878, damals schon Bischof von Lichfield. Mit seiner zweiten Frau hatte er die Kinder Eric (1879–1951) und Theodora „Dora“ Maclagan (1881–1976). Maclagan war der jüngere Bruder von Professor Sir (Andrew) Douglas Maclagan, MD (1812–1900). Sir Douglas, welcher auch eine Ausbildung an der Royal High School in Edinburgh hatte, war ein Kollege der Royal College of Surgeons of Edinburgh, 1833 und wurde im Jahre 1886 zum Ritter geschlagen und stand im Kontakt zu Charles Darwin. Ein weiterer Bruder war offenbar General Robert Maclagan, RE (1820–1893).
Er taufte Prinzessin Mary von York, spätere Countess of Harewood, am 7. Juni 1897 in der St Mary Magdalene’s Church in der Nähe von Sandringham House. Sie war die einzige Tochter des späteren Königs Georg V. Erzbischof Maclagan wurde für die Taufe ausgewählt, weil die Eltern der Prinzessin Duke und Duchess of York waren.
Im Jahr 1902 krönte er Alexandra von Dänemark, die Gemahlin von König Edward VII., zur Königin des Vereinigten Königreichs.

## Hymnen komponiert von Dr. Maclagan
- The Saints of God! their conflict past, 1869 zum ersten Mal in der Church Bells[6] (Text[7] oder hier)
- It is finished! blessed Jesus (Musik und Text hier)
- Palms of glory, raiment bright, Datum unbekannt.

## Werke
- Frederick Temple und William Dalrymple Maclagan. Answer of the Archbishops of Canterbury and York to the Bull Apostolicae curae of HH Leo XIII[8], von circa 1897.
- William Dalrymple Maclagan. Hymns and Hymn Tunes by the late Archbishop MacLagan, gedruckt für den Einsatz in York Minster etc. von William Dalrymple Maclagan (1915)
- William Dalrymple Maclagan Archbishop of York on reservation of Sacrament (1900).